# Simona Gherman
Simona Gherman (Bucareste, 12 de abril de 1985) é uma esgrimista romena, campeã olímpica.

## Carreira
Simona Gherman representou seu país nos Jogos Olímpicos de Verão de 2016, na espada. Conquistou a medalha de ouro no espada por equipes, ao lado de Loredana Dinu, Simona Pop e Ana Maria Popescu.